# Schizodontus angustus
Schizodontus angustus là một loài bọ cánh cứng trong họ Cerambycidae.